# ديف هيوز (مقدم تلفزيوني)
ديف هيوز (بالإنجليزية: Dave Hughes)‏ هو مقدم تلفزيوني أسترالي، ولد في 26 نوفمبر 1970 في وارنامبول في أستراليا.

## وصلات خارجية
- ديف هيوز على موقع ميوزك برينز (الإنجليزية)